# Concepción Quezaltepeque
Concepción Quezaltepeque es un distrito del Departamento de Chalatenango, situado al sur del macizo de La Montañona que integra el municipio de Chalatenango Sur.
| Censo | Población | Cambio | Porcentaje |
| ----- | --------- | ------ | ---------- |
| 2007  | 6 457     | N/D    | N/D        |
| 2024  | 6 011     | -446   | -6.9%      |

## Información general

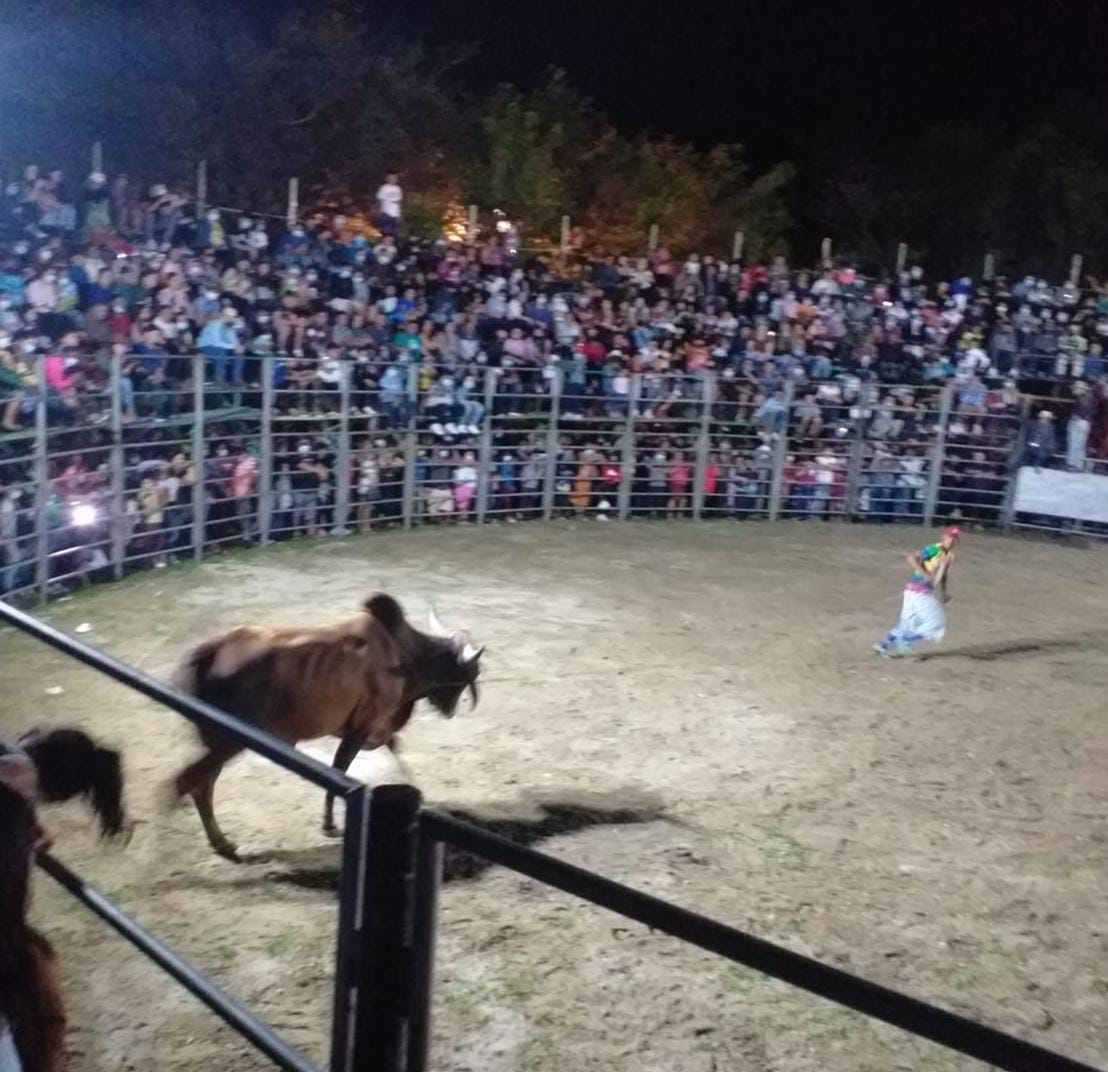
Jaripeo en Concepción Quezaltepeque

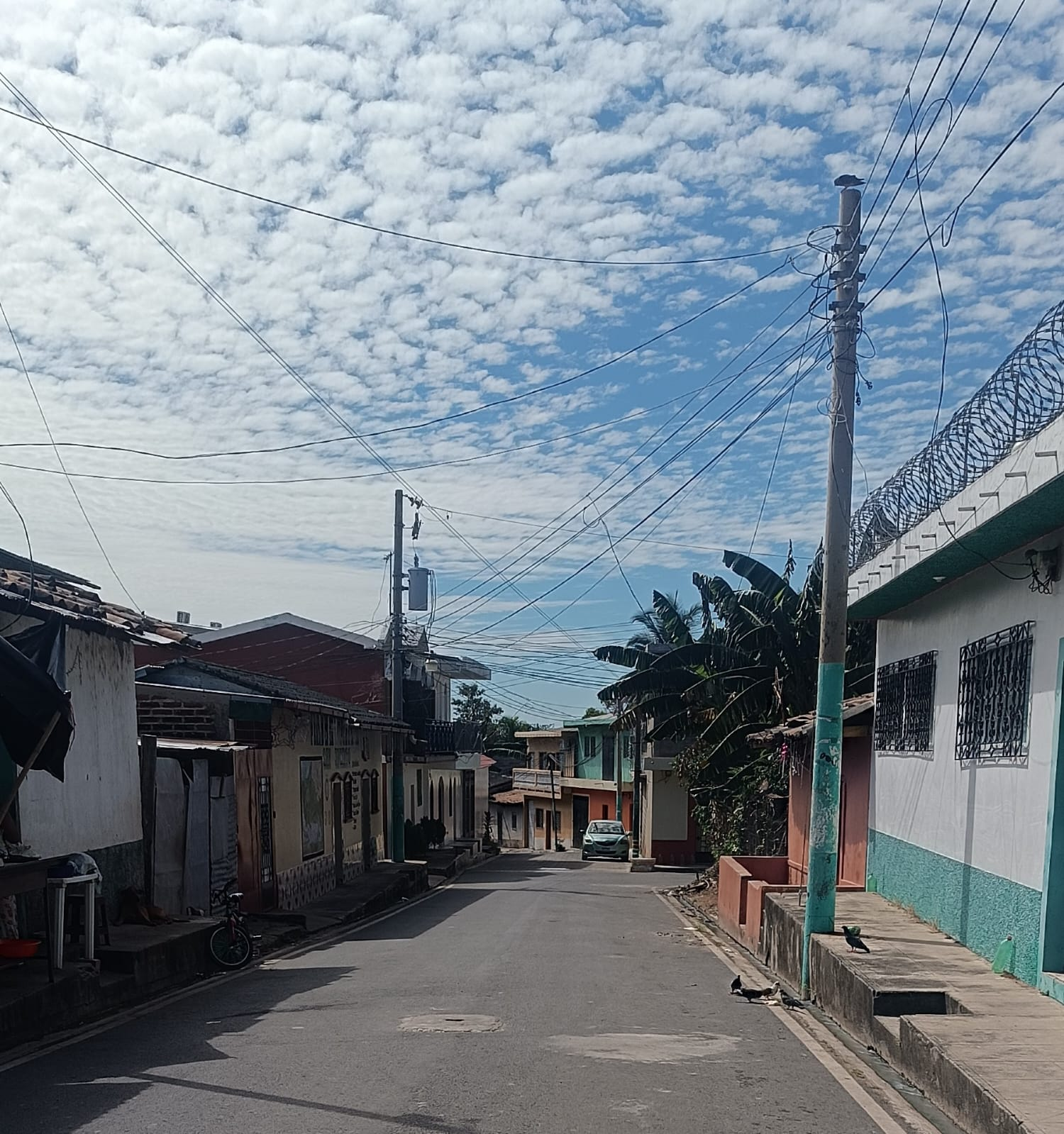
Barrio San Jacinto, calle principal del casco urbano

Concepción Quezaltepeque es conocido como "la capital de las hamacas", la elaboración y comercialización de artesanías de maguey, pita, mezcal y seda se ha convertido en una de las actividades más diversas y productivas del distrito. 

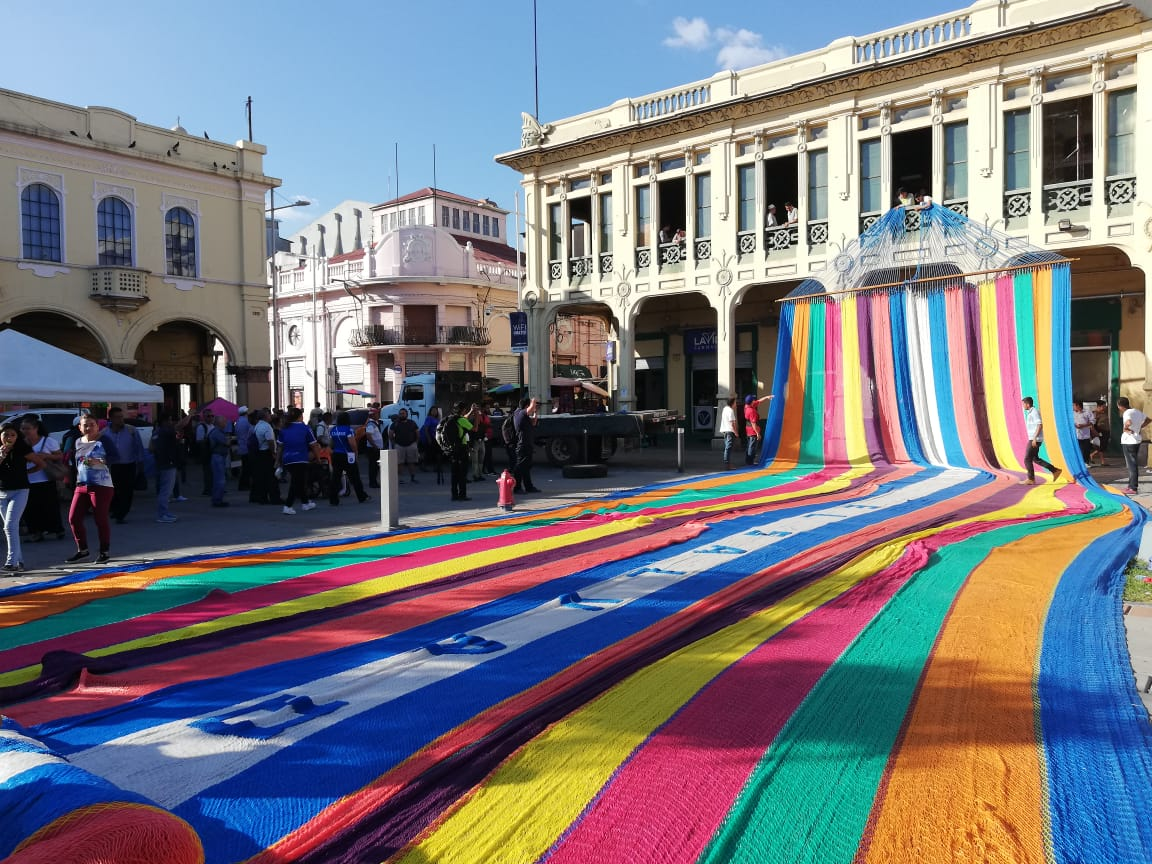
"La hamaca más grande del mundo" elaborada anualmente en el distrito. Exhibición en el Centro Histórico de San Salvador.

En el municipio se elaboran artesanías y hamacas desde hace más de 145 años. Asimismo se elaboran sebaderas (localmente conocidas como "shulas"), matatas, petates y alfarería. El hecho de dar a conocer el trabajo y los productos elaborados para comercializarlos hicieron que un grupo de artesanos apoyados por monseñor Eduardo Alas tuvieran una iniciativa para organizar una feria donde pudieran exponer sus trabajos. El festival se realizó por primera vez el 1 de noviembre de 1989 y desde entonces se ha celebrado año con año, beneficiando así a muchas familias del municipio a través de la promoción y venta de sus artesanías.
Este distrito por años se ha caracterizado por la elaboración de vistosas hamacas artesanales, colchas, sábanas, cebaderas, atarrayas, adornos, entre otros tejidos que son confeccionados por las hábiles manos de los artesanos del lugar.
Los productos artesanales que actualmente son fabricados en el distrito son comercializados en el mercado local, nacional y algunos pedidos que realizan países como México, Honduras y Guatemala o exportados a Estados Unidos e Italia. Actualmente los artesanos gestionan apoyo de diversas instituciones para diversificar su producción y mejorar sus condiciones de trabajo. Para no perder ese patrimonio los artesanos realizan ferias y actividades en coordinación con la iglesia, alcaldía y casa de la cultura.
El distrito ostenta del récord de realizar la hamaca más grande del mundo: la técnica en la elaboración de artesanías es propia del municipio y ha sido fomentada por décadas, heredada de generación a generación. Los métodos utilizados en la elaboración de las mismas varían, desde la forma más rústica, que consiste en anclar en árboles o postes a lo largo de las calles o patios de las casas los materiales a utilizar, hasta los tradicionales talleres de pedal o cárcola. Cerca del 60% de los pobladores se dedican a la elaboración de artesanías.

## Historia
Concepción Quezaltepeque es un pueblo de origen lenca surgido en la época precolombina. Su nombre proviene del náhuatl que se traduce al español como "El cerro del quetzal" De -tepec, que significa = ‘en el cerro de…’, de tepetl ‘cerro’ + -c 'en'.  Su fundación se remonta a 1543 con el nombre de «Nuestra Señora de la Concepción Quezaltepeque de la Sierra». A finales del siglo XVIII se unió a Chalatenango, perteneció al Curato de Chalatenango para el año 1770 y obtuvo su título ejidal para esa fecha. En 1786 ingresó al Partido de Chalatenango; pasó a formar parte del departamento de San Salvador el 12 de junio de 1824 y el 22 de mayo de 1835 al departamento de Cuscatlán. El 14 de febrero de 1855 quedó anexado al distrito y departamento de Chalatenango.
El 18 de febrero de 1841 con La Junta (ahora cantón del distrito de Comalapa) formaron conjuntamente uno de los cantones electorales en que se dividió El Salvador. El 6 de julio de 1938 se otorgó a este pueblo el título de villa, que conserva en la actualidad. La alcaldía de esta localidad fue duramente atacada en el conflicto armado civil, fue quemada por 3 veces (1980, 1985 y 1989) por lo que se perdió la mayoría de la documentación con que contaba dicha institución. A finales de 1989 se trasladó la alcaldía para Chalatenango (cabecera departamental) y en 1991 regresó a su ubicación original. En 1989 se crea el festival de las hamacas, por iniciativa de un grupo de tejedores apoyados por el ex párroco de la localidad, Eduardo Alas, (quien después fuera obispo de la diócesis de Chalatenango).
Para el informe de la gobernación política del departamento de Chalatenango del 15 de octubre de 1887 se habían reparado algunas calles cuyos empedrados estaban en mal estado y se hicieron reparos en la casa cabildo y escuela.
Por decreto legislativo del 6 de julio de 1938 obtuvo el título de Villa.
Este distrito fue afectado por la guerra civil salvadoreña debido mucha gente tuvo que imigrar a hacía Italia durante los años 80, y debido a esto actualmente hay mucha influenza italiana en Concepción Quezaltepeque, y por su gente que habla Italiano y además está presente su gastronomía en varios locales de comida de en lugar.

## Cultura italiana
Recientemente, este distrito ha ganado popularidad a nivel nacional al hacerse patente su sincretismo  e influencia de la cultura italiana, la cual se ve reflejada en su variada gastronomía con platillos como bruschetta con salame, ragú, salsa a base de carne y vegetales, cotoletta, filete de pollo tipo empanizado o el estilo de chicharrones. En el lugar hay muchos locales de comida italiana así como una cantidad considerable de personas que hablan Italiano como lengua materna o segunda lengua, a causa de la guerra civil de El Salvador, la cual llevó de sus habitantes a migrar a Italia en los años 80.

## Fiestas patronales y cultura taurina

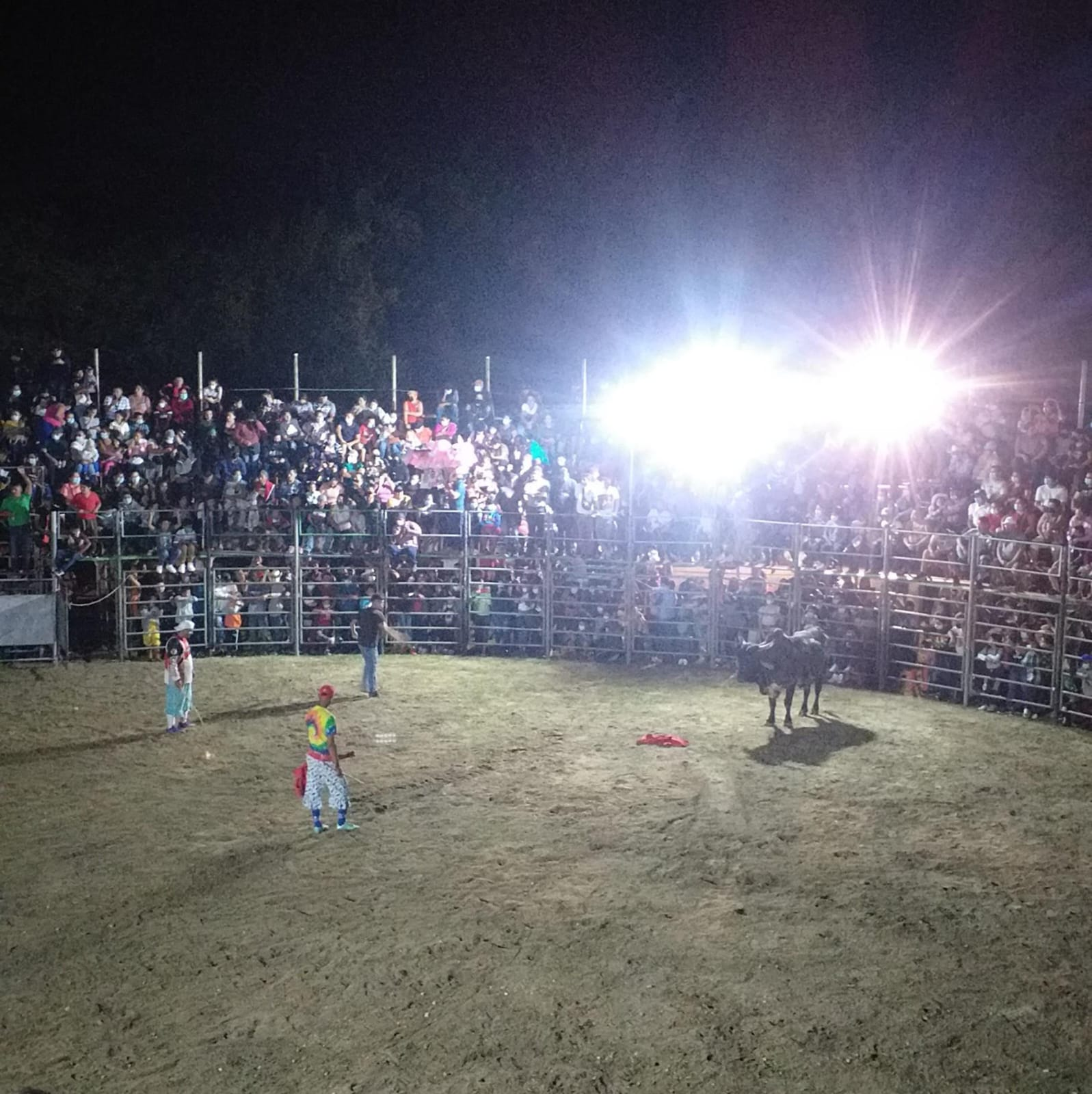
Tradicional jaripeo en Concepción Quezaltepeque

Las festividades que se celebran son Semana Santa, además sus fiestas patronales se celebran la fiesta de la Inmaculada Concepción el 8 de diciembre y la fiestas copatronales en honor a San Sebastián Mártir el 20 de enero. En estas se realizan los tradicionales jaripeos que se llevan a cabo en cinco noches en la cancha municpal, evento organizado por la Alcaldía Municipal y los ganaderos de la zona. Asimismo se realizan tradicionales cabalgatas y carreras de cintas, ya que la mayor parte de la población se dedica a la ganadería.

## Turismo
El clima del distrito es cálido y las precipìtaciones promedio en el año oscilan entre 1700 y 1850 mm. Los lugares turísticos más visitados en este municipio son: el centro turístico ubicado en el cantón Llano Grande; la Cueva del Ermitaño y la montaña Petrificada.
Concepción Quezaltepeque es un pueblo cálido, tranquilo y pintoresco. En este distrito se pueden realizar tours con guías a los talleres de hamacas y tejidos del croché donde el visitante puede ser parte de la elaboración de artesanías, visita al bosque petrificado de 10 manzanas de tierra que cuenta con árboles con una edad milenaria y que han convertido en piedras. Este sitio se mantiene intacto brindando una experiencia ecoturística singular. 
Además, se puede realizar un recorrido al cerro Cabrera, donde apreciará árboles centenarios y donde podrá disfrutar del paraje natural que ofrece el Río Guastena. Visita al turicentro Rancho y Piscina Los Coquitos donde podrá disfrutar de refrescantes balos en sus dos piscinas rodeadas de palmeras de coco. Cuenta con una mini cancha de futbol y un sencillo comedor. Visita al Parque Acuático Paraíso de la Montaña, cuenta con instalaciones rodeadas de naturaleza y piscinas. Caminata a La Montañona, un histórico asentamiento de excombatientes de la guerra civil donde encontrará cabañas, senderos, miradores, mini museo de la guerra, tatús, comedor, vistas panorámicas, alquiler de caballos y recorridos a las diferentes cerros o montañas del lugar.

## Cantones
El distrito se divide en los siguientes cantones: 
1. El Conacaste
2. El Jocotillo o Cazalute
3. Llano Grande
4. El Rosario
5. Monte Redondo
6. Olosingo
7. El Pepeto

Adicionalmente todos los cantones se dividen en 14 caseríos.

## Geografía física

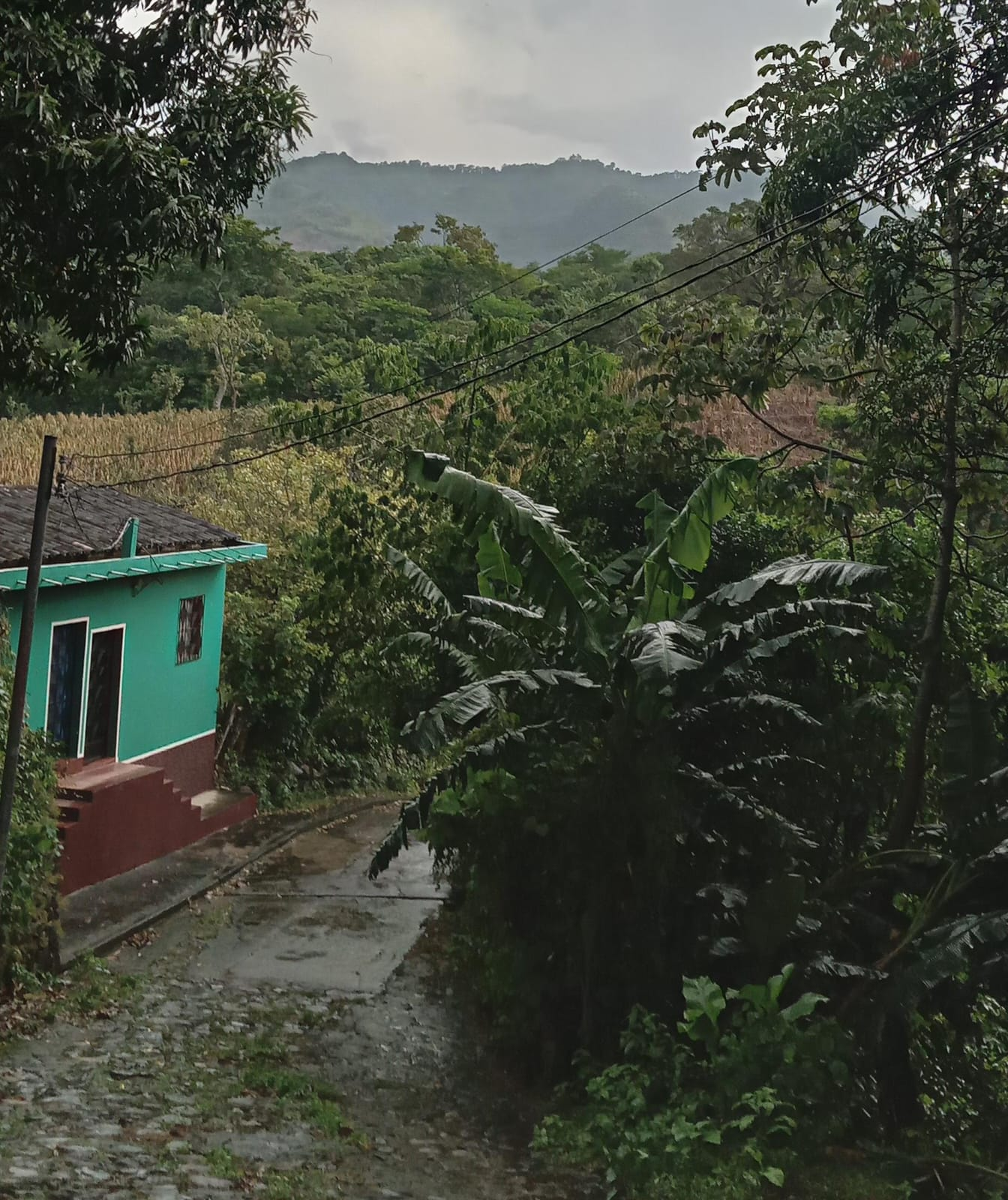
Calle hacia "La Montañona", sierra de Concepción Quezaltepeque

El distrito está ubicado a 83.0 km de la ciudad capital, San Salvador y a 13.8 de Chalatenango, la cabecera departamental. Se encuentra situado al sur del macizo de La Montañona. Está limitado por los siguientes distritos: al norte, por Comalapa y La Laguna; al este, por Las Vueltas y Chalatenango; y al oeste, por Santa Rita. La extensión territorial del distrito es de: 52.54 km².
El casco urbano se ubica a 450 m s. n. m. En 2007 la población del distrito era 6457 habitantes. Para su administración, el distrito se divide en 7 cantones, aunque esta cifra es probablemente mayor.
Debido a que se ubica al sur del macizo de La Montañona, cuenta con varias elevaciones que sobrepasan los 1,000 m s. n. m., destacando:
- La Montañona
- Cerro del Cielo
- El Pito
- El Maguey
- Carranchagua
- Cerro de La Cruz

Adicionalmente, considerando que su territorio comprende zona montañosa y parte de las llanuras del Alto Lempa, cuenta con múltiples ríos y quebradas. Dentro de los ríos destacan:
- Guastena o Huastena
- Gualorón
- Chailaque
- Azambio
- Motochico
- Chacahuaca o Merazaza

Dentro de las quebradas se pueden mencionar:
- Pacaya
- Chinihuaca
- Hualcamera
- Huatenzuca
- Jutiapa

## Nota
La información que no tiene otra cita es extraído de Martínez Alas et. al. "Diagnóstico Cultural Municipio de Concepción Quetzaltepeque, 2005." Usado con el permiso de la Unidad Técnica Intermunicipal de La Mancomunidad la Montañona, quienes comisionaron el informe